# Leopold al V-lea, Arhiduce de Austria-Tirol
Leopold al V-lea (n. 9 octombrie 1586, Graz – d. 13 septembrie 1632, Schwaz, Tirol) aparținând Casei de Habsburg, a fost episcop de Passau și Strasbourg din 1605, respectiv 1607, până în 1625, regent al Tirolului și Austriei Anterioare din 1618 și arhiduce de Austria-Tirol din 1626 până la sfârșitul vieții.

## Biografie

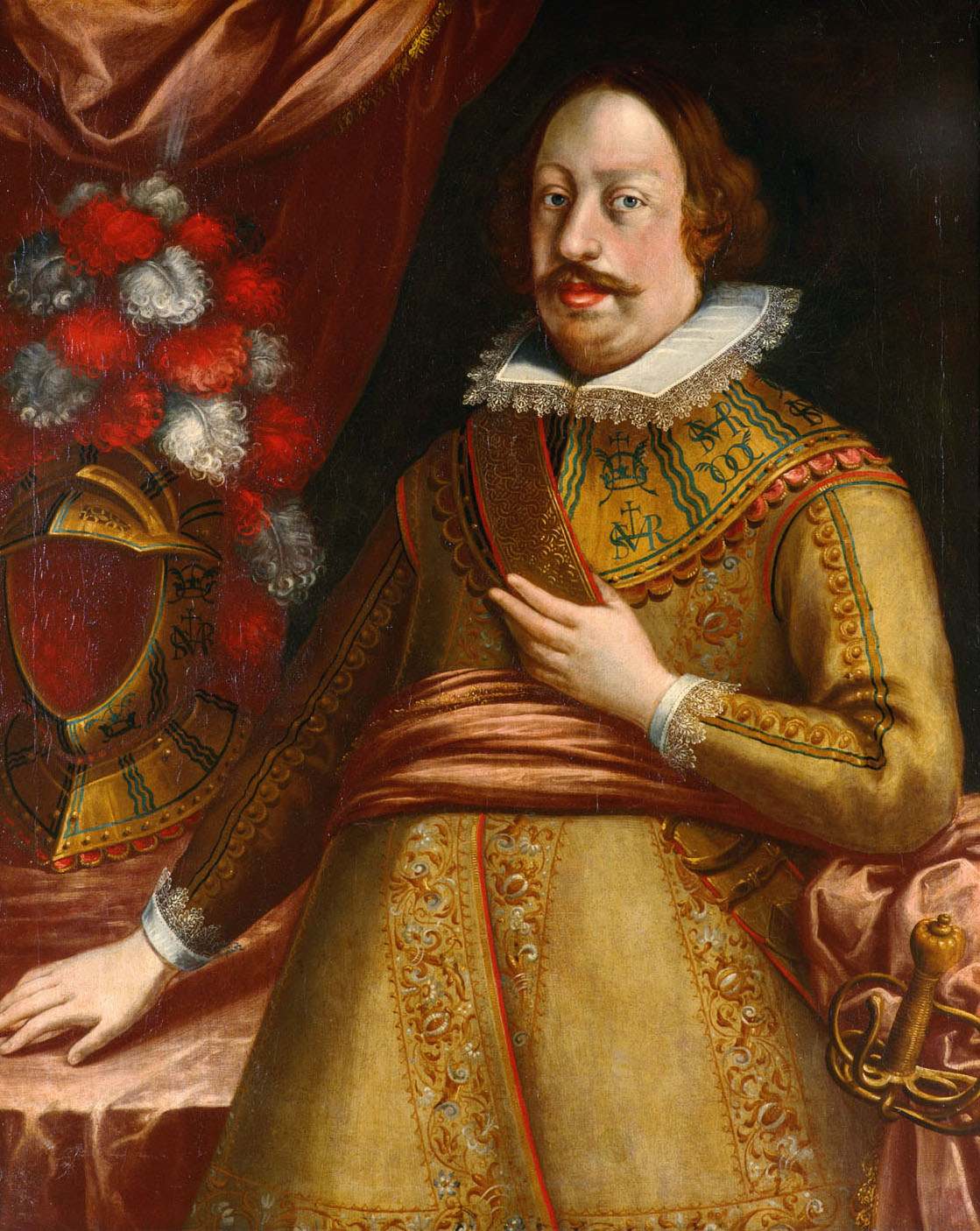
(probabil de Martin Theophil Polack după Justus Susteman, c. 1630, Castelul Ambras, Innsbruck)

### Origine
Leopold a fost fiul arhiducelui Austriei, Carol al II-lea, și al soției sale, Maria Anna de Bavaria. Împăratul romano-german Ferdinand al II-lea a fost fratele său.

### Copilărie și tinerețe
Fiind inițial destinat vieții religioase, în 1598, la vârsta de 12 ani, Leopold a devenit coadjutor în Episcopia de Passau și în 1599 coadjutor în Episcopia de Strasbourg. După terminarea studiilor teologice la Graz, deși nu se consacrase încă definitiv vieții religioase, el a devenit în 1605 Episcop de Passau și în 1607 Episcop de Strasbourg. În timpul șederii sale la curtea lui Rudolf al II-lea, Leopold a câștigat treptat afecțiunea împăratului astfel încât acesta a luat în considerare ideea de a-l ajuta să obțină coroana regală a Boemiei și apoi chiar pe cea imperială. În 1609 arhiducele Leopold (împreună cu frații Hartger și Seraphin Henot) a cucerit Cetatea Jülich intervenind astfel la ordinul împăratului în disputa privind succesiunea în Ducatele Jülich și Kleve - unul dintre conflictele premergătoare Războiului de Treizeci de Ani. Trupele lui Leopold din Strasbourg implicate în luptele cu Uniunea Protestantă, au fost învinse. Trupele sale din Passau formate din 10 000 de mercenari s-au îndreptat prin Austria Superioară către Boemia în iarna anului 1610 și a ocupat orașele Budweis și Český Krumlov. La mijlocul lunii februarie 1611, armata sa a atacat Praga și a ocupat părțile orașului numite Malá Strana și Hradcany. Ocuparea întregului oraș a eșuat datorită rezistenței stărilor boeme, oponenții săi fiind conduși de Heinrich Matthias von Thurn. Atacul a contribuit la înlăturarea de la putere a împăratului Rudolf al II-lea. Arhiducele Leopold, care dorise coroana Boemiei, s-a retras din Praga fără succes. Armata regelui Matia I, fratele împăratului Rudolf al II-lea, a intrat în Praga, iar Matia a fost ales rege al Boemiei la 23 mai 1611.

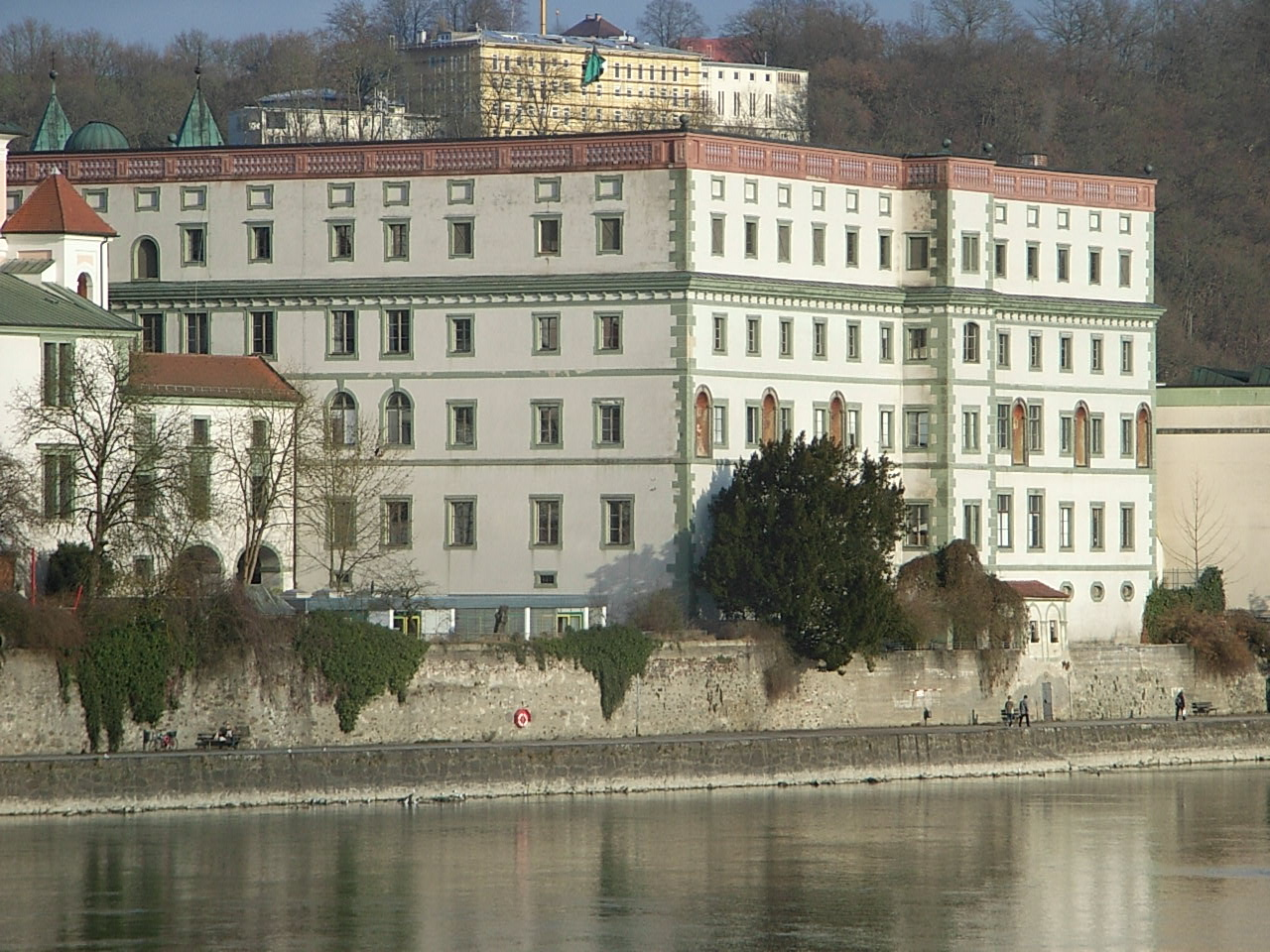
Mănăstirea iezuită din Passau

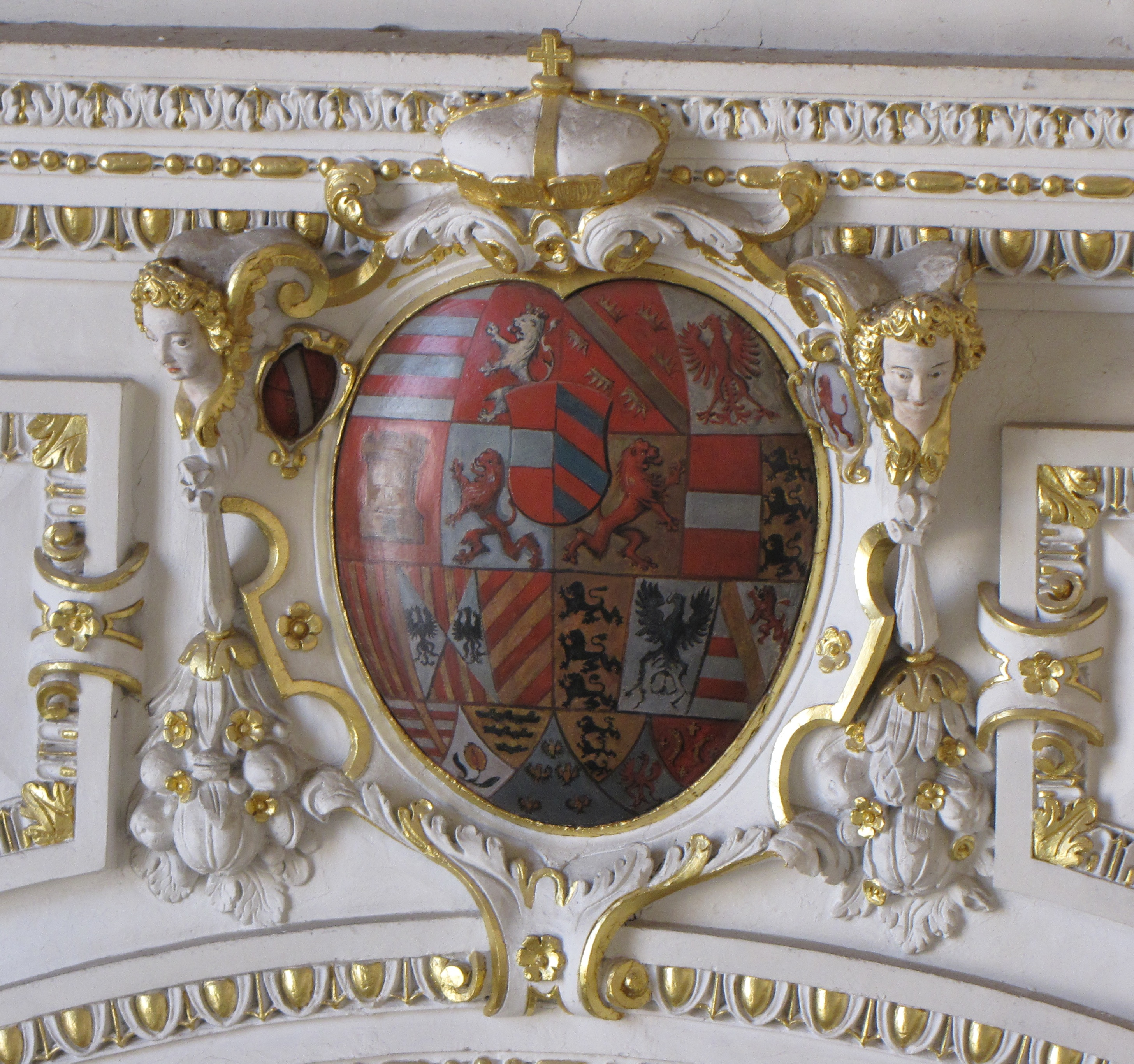
Blazonul lui Leopold al V-lea (Capela Sf. Ignace, Biserica Iezuiților din Molsheim, Franța)

În 1611 arhiducele Leopold i-a chemat călugări iezuiți la Passau pentru a fonda acolo un colegiu iezuit - un gest care a fost considerat o „compensare” pentru campania militară eșuată din Boemia. În 1612 a fondat liceu Leopoldinum în Passau, căruia i s-a adăugat în 1622 Universitatea din Passau. În 1614 Leopold a finanțat construcția Colegiului Iezuit din Molsheim care a fost gimnaziu, colegiu eparhial și, pentru o perioadă de timp, seminar teologic.

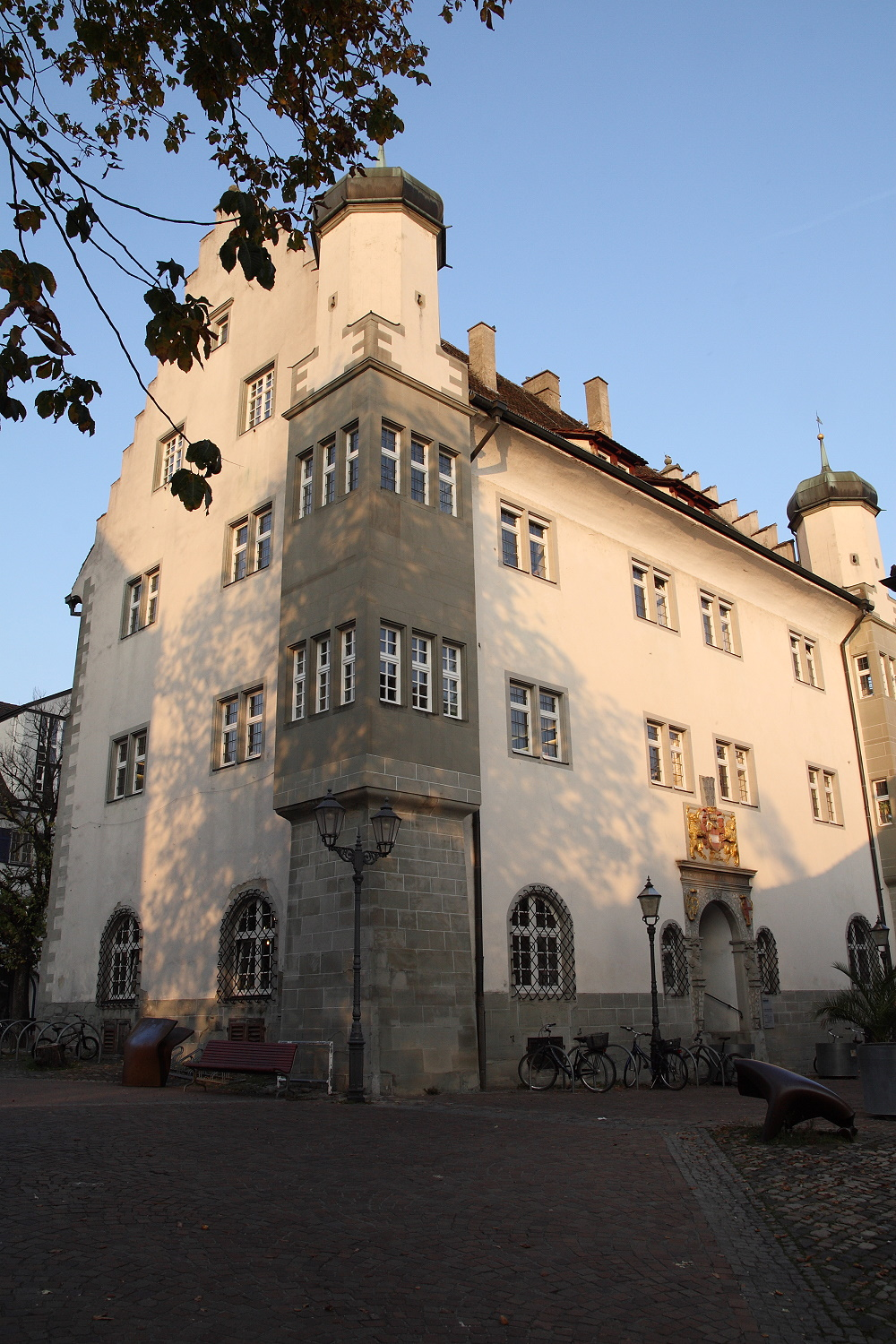
Palatul Austriac (Österreichisches Schlösschen)

În 1619 a început construcția Palatului Austriac (Österreichisches Schlösschen) în Radolfzell lângă Bodensee pe locul a două așezări mănăstirești medievale de la care au fost păstrate totuși unele clădiri. Palatul era destinat să devină reședința arhiducelui Leopold, dar construcția a fost oprită în 1621 datorită Războiului de Treizeci de Ani. Clădirea neterminată, a cărei pivniță boltită, parter, ziduri înconjurătoare și portal fuseseră deja construite, a fost folosită ca depozit de vinuri și hambar timp de zeci de ani. 

### Arhiduce de Austria-Tirol
După ce vărul său, arhiducele Austriei Maximilian al III-lea, a murit în 1618, Leopold a preluat la începutul anului 1619 administrarea Tirolului și parțial a Austriei Anterioare (o treime a acestei regiuni rămânând sub administrarea fratelui său, împăratul romano-german Ferdinand al II-lea). În 1625 acest contract a fost reînnoit în perspectiva plănuitei sale căsătorii.
În 1626 episcopul principe Leopold s-a aflat la Roma pentru a renunța oficial la Dieceza de Passau și la Dieceza de Strasbourg în favoarea nepotului său, Leopold Wilhelm. De atunci Leopold s-a dedicat doar sarcinilor sale de suveran. După această renunțare s-a căsătorit pe 19  aprilie 1626 cu văduva Claudia de  Medici fondând astfel o linie genealogică a Casei de Habsburg care a existat doar până în 1665.
În 1630 Leopold l-a numit cancelar pe Dr. Wilhelm Biener, unul dintre cei mai învățați oameni ai vremii, care a fost ulterior executat de fiul și succesorul său, arhiducele Ferdinand Carol.
Un merit deosebit îi revine lui Leopold în domeniul culturii pentru construirea (1629–1630) în Innsbruck a teatrului numit astăzi Dogana, la inițiativa soției sale, Claudia de Medici. Aceasta a fost prima construcție fixă dedicată unui teatru de limbă gemană din teritoriile locuite de germani.
Din 1618 până în 1632, în timpul Războiului civil din Graubünden (Bündner Wirren), Leopold a luptat alături de Spania pentru controlul trecătorilor din Graubünden și stabilirea stăpânirii Habsburgilor în Unterengadin pe valea inferioară a râului Inn și în Prättigau pe valea râului Landquart precum și pentru restabilirea catolicismului în acest teritoriu (astăzi Cantonul Graubünden din Elveția). În 1632 Leopold a apărat Tirolul împotriva trupelor suedeze conduse de ducele Bernard de Weimar.
Deși Leopold s-a străduit permanent să implice Stările în deciziile luat, guvernarea sa a fost una înclinată spre absolutism.
Leopold al V-lea a fost înmormântat în Biserica Iezuită din Innsbruck, în cripta construită la ordinul său pentru propria familie, existentă și astăzi.

## Căsătorie și descendenți
După a demisionat din funcțiile canonice și a primit dispensa papală necesară, Leopold al V-lea s-a căsătorit cu Claudia de Medici în 1626 la Innsbruck. Descendenții lor au fost:
- Maria Eleonora (1627–1629);
- Ferdinand Carol (1628–1662), arhiduce al Austriei și duce de Tirol, căsătorit cu Anna de Medici (1616–1676);
- Isabella Clara, arhiducesă a Austriei (1629–1685), căsătorită cu Carol al III-lea Gonzaga-Nevers, Duce de Mantua (1629–1665);
- Sigismund Franz (1630–1665), arhiduce de Austria și duce de Tirol, căsătorit cu Hedwiga de Palatinat-Sulzbach (1650–1681);
- Maria Leopoldine, arhiducesă a Austriei (1632–1649), căsătorită cu împăratul romano-german Ferdinand al III-lea (1608–1657).